# Giorgio Calvi di Bergolo
Grof Giorgio Calvi di Bergolo, italijanski general, * 1887, † 1977.